# أمين ناصر(فلسطيني)
أمين ناصر (1935-) هو موسيقي ومعلم فلسطيني، ولد في الرملة درس في كلية بيرزيت وفيما بعد جامعة بيرزيت وفي النمسا وألمانيا، شارك في تأسيس المعهد الموسيقي الأردني وترأس المعهد في وقتٍ لاحق، وعاد إلى رام الله وساعد في تأسيس معهد إدوارد سعيد الوطني للموسيقى عام 1993، ثم ترأس المعهد فيما بعد. عمل كمنسق لبرنامج الموسيقى في جامعة بيرزيت، وفي عام 1999 نشر كتاب يجمع مؤلفاته منذ عام 1951 تحت عنوان "أمين ناصر: أعمال موسيقية كاملة".

## حياته العملية
يعتبر أمين ناصر من أهم مؤلفي الموسيقى الفلسطينيين، والذي تلقى في عمر مبكر دروساً على "آلة البيانو" على يد الموسيقار الكبير سلفادور عرنيطة، ثم واصل دراسته العليا في الموسيقى في النمسا وألمانيا، عمل كمدرس للموسيقى في جامعة بيرزيت، وشمل عمله بالإضافة الى تدريس النظريات الموسيقية، وتدريس البيانو وقيادة الجوقة وتدريب فرقة الآلات الخشبية والنحاسية النافخة. وكان أمين ناصر قد أسس عام 1965 أول معهد موسيقي في الأردن، وأيضاً عين ناصر كمدير للمعهد الوطني للموسيقي في رام لله في وقتٍ لاحق. وتم إطلاق الأسطوانة الأولى لآلة البيانو للأستاذ أمين ناصر.
ألف أغان وأناشيد ولحن أشعار لكمال ناصر وجبرا إبراهيم جبرا وإبراهيم طوقان وأبي القاسم الشابي وعبد الله يوركي حلاق.

## عائلته الممتدة
ربطت أمين ناصر علاقات قربى بموسى ناصر (خاله) ونبيهة ناصر (خالته) وحنا موسى ناصر (ابن خاله) وكمال ناصر (إبن خالته) وريما ناصر ترزي (بنت خاله).